# 安田矩明
安田 矩明（やすだ のりあき、1935年12月11日 - 2004年4月16日）は、日本の陸上競技選手・指導者・研究者、新聞記者。専門は棒高跳で元・日本記録保持者。中京大学名誉教授。日本統治時代の台湾生まれ、鳥取県出身。
安田の現役時代は棒高跳のポールの進化が続いていた頃であり、竹、スチール、グラスファイバーの3種を手に競技を行った。

## 経歴

### 生誕から小中学校時代（1935-1950）
1935年（昭和10年）12月11日、日本統治下の台湾の台北県樹林鎮（現・新北市樹林区）に安田家7人兄弟の5番目として生まれた。当時の樹林は台北市の郊外にある田舎町であり、父は台湾で国民学校の校長を務め、自宅は学校の裏にあった。高いところに登るのが好きで、2歳の頃に学校の樋を伝って10 mほどの高さの屋根まで登り、母をひやひやさせた経験があるという。安田家はスポーツ好きの一家で、休日になると家族でさまざまなスポーツを楽しんだことから、安田少年も小学校に入学する前から自然と鉄棒や跳び箱に親しんだ。
1946年（昭和21年）、小学4年の修了をもって台湾から引き揚げ、5年生から一家の故郷・鳥取県西伯郡大篠津村（現・米子市大篠津町）へ移った。大篠津国民学校（現・米子市立大篠津小学校）では野球に興じ、ポジションは遊撃手であった。近くが海であったことからよく泳ぎに行き、逆立ちや卓球も得意で、100mと走高跳で郡大会に出場したことがあった。1948年（昭和23年）、美保中学校に進学後もスポーツ熱は衰えず、バレーボール、柔道、野球、陸上競技、体操競技など様々なスポーツに明け暮れた。特に体操競技に熱中し、中学3年で体操部に入部して兄から直接指導を受け、大車輪や宙返りなどの技ができるようになり、体操選手になることを夢見ていた。

### 境高校と旭化成時代（1951-1956）
1951年（昭和26年）、鳥取県立境高等学校に進学すると意気揚々と体操部に入部したが、野球部に力を入れる校風から他のスポーツはあまり盛んではなく、体操器具は不十分で指導者もいなかった。それに加えて高校1年の終わりごろには自らの競技力が向上しないことに焦りを抱くようになっていた。一方で走高跳の実力を買われて陸上競技大会に助っ人として出場、高校2年の5月に棒高跳と出会う。
当時の境高校陸上部には棒高跳の鳥取県高校記録保持者（記録は3m20）がおり、安田が試しにポール（素材は竹）を借りてやってみると、いきなり3mをマークし周囲を驚愕させた。即座に陸上部へ正式入部を勧められたが体操への未練を断ち切れず「助っ人」を続け、中国大会で3mを跳んで4位に入賞、全国高等学校総合体育大会（インターハイ）出場権を獲得した。インターハイ本番では3回の試技をすべて失敗し、記録なしに終わった。しかしこれをきっかけに陸上部への転部を決意し、冬季練習から本格的に陸上競技を始めた。陸上部監督が「練習の虫だった」と語るほど熱心だった。1953年（昭和28年）の高校3年時には鳥取県大会と中国大会を共に3m30の鳥取県高校新記録で優勝しインターハイに臨んだが、前年同様力んでしまい3m20で予選落ちであった。この年の10月には自身の持つ鳥取県高校新を更新する3m60をマークした。この頃の安田の体格は体重59 kg、胸囲90 cm、上腕囲26 cmであった。
棒高跳の記録向上を体感する中で安田は進路に迷うが、家庭の事情もあり、1954年（昭和29年）、旭化成に就職し宮崎県の延岡工場へ配属される。旭化成陸上部に所属した社会人1年目は3m70、2年目は3m80と記録を伸ばしていく一方で、肉離れや神経痛に悩まされた。この頃はまだ九州の中でも上位の選手というわけではなかったが、寮の自室天井に「日本一」と大書して、出社前の懸垂100回、昼休みの縄跳び、深夜の腕立て伏せ100回と部分強化も怠らなかった。競技に専念したい思いが募り、ついに会社を辞める決心をする。

### 東京教育大学時代（1956-1960）
1956年（昭和31年）、好きな運動ができ体育の勉強ができるという理由で東京教育大学体育学部（現・筑波大学体育専門学群）に進学する。陸上競技部に入部し、実業団出身の安田は同期の中でも抜きん出た存在であり、それまで1学年1人しかいなかった女子部員が安田の世代から複数人所属するようになった。入学初年度の関東インカレは3m90で3位に入賞、この年の自己ベストは3m92であった。東京教育大学（以下、教育大）入学後より器械体操を棒高跳の技術向上のために再開した。
1957年（昭和32年）、2年生になると5月の関東インカレは3m90で2位、7月の日本インカレは4m05で優勝し、10月の日本選手権も4m10で制した。夏にはドイツ遠征に出かけ、ドイツ人に勧められるままにダンスを踊ったら翌日の大会で自己新を出して優勝するという経験をしている。フランス・パリで開かれた1957年世界大学競技大会にも出場、4m15で4位入賞した。同年は最終的に4m20まで記録を伸ばしている。
1958年（昭和33年）は5月のアジア競技大会（東京）で4m20を跳んで金メダルを獲得、同じく5月の関東インカレを4m05で、7月の日本インカレを4m25で優勝した。日本インカレの成績は、当時の日本歴代4位タイ記録であった。8月の日本選手権では2位であった。この年は日本学生陸上競技連合が30周年記念に日本学生対米国対抗国際競技会を日本各地で開催しており、安田は京都大会で4m27（当時、日本の戦後最高記録）、福岡大会で4m30と順調に記録を伸ばし、9月14日に最終戦となる小田原大会（小田原市城山陸上競技場）に臨んだ。安田はアメリカのロバート・チャールズと激戦を繰り広げ、4m36の日本新記録を樹立した。従来の日本記録は大江季雄の4m35で、更新されたのは1cmだけだったが、21年ぶりの日本記録更新に会場の観衆は興奮し、日本記録を目指していた安田は喜びのあまり眠れなかった。安田と同記録ながら、試技数で優勝を手にしたチャールズは、安田に自分が使っていたグラスファイバー製のポールを贈っている。この時安田が大会で使っていたのはスチール製であり、日本人で初めてグラスファイバーポールを手にしたものと考えられる。10月の日本選手権では日本記録に届かなかったが4m20で2連勝した。
1959年（昭和34年）、4年生になると安田は競技部の主将に就任し、一致団結を期して丸刈りにしたので、男子部員は全員丸刈りにせざるを得なくなったという。5月の関東インカレは4m10で3位と振るわなかったが、7月の日本インカレでは前年と同じ4m25を跳んで3連覇し、日本インカレの対校成績は男女とも4位であった。9月にはイタリア・トリノで開かれた第1回ユニバーシアードに出場し、4m35で初代金メダリストに輝いている。この大会には有力選手が多数出場しており、安田は入賞すら予想されていなかったというが、闘志を秘めて平静を装ったのが他の選手を刺激せずに済み、勝利につながったと述懐している。教育大卒業前の安田の体格は体重73 kg、胸囲104 cm、上腕囲34 cmに成長していた。

### 旭化成復帰、新聞記者へ（1960-1970）
教育大を卒業した1960年（昭和35年）、安田は旭化成に戻り、静岡県の富士工場に配属された。富士工場には教育大競技部で2学年先輩だった大串啓二も勤務していた。同年に出場した東海選手権で、スチールポールで自身の持つ日本記録を破る4m40をマークし、これが参加標準記録であったローマオリンピックの日本代表の座を獲得した。旭化成富士工場からは安田のほか、400mHの大串とハンマー投の岡本登も日本代表に選出され、3人は7月27日に富士市役所広場で壮行会に出席、市民らに見送られながら富士駅からはまなに乗ってローマへ出発した。オリンピック当日は4m20を記録したが、結果は予選敗退であった。
1962年（昭和37年）、日刊スポーツ新聞社に転身し、運動部記者をしながら競技を続行した。この時グラスファイバーポールに替え、静岡選手権で自身の日本記録を1cm更新する4m41を打ち立て、生涯ベストとなった。27歳であった。10月の日本選手権では4m30で5位だった。1963年（昭和38年）、現役を引退する。
現役引退後は戦前に活躍した西田修平を担ぎ出して「棒高跳を強くする会」を結成、1966年（昭和41年）から「棒高ニッポン」の復活を目指すべく室内競技会を年数回開催した。また同年、教育大競技部監督の関岡康雄、順天堂大学陸上部監督の帖佐寛章、東京急行電鉄陸上部監督の築地美孝らと協力して第1回ニッカンスポーツ・ナイター陸上を開催した。ナイター陸上はスーパー陸上を経てゴールデングランプリ陸上として継続開催されている。1969年（昭和44年）3月13日から3月26日まで教育大競技部が台湾省陸上競技協会から台湾に招待され、安田もコーチとして参加した。10歳まで台湾に暮らした安田は、久々の台湾訪問が決まってから2、3日は少年時代の夢を見るほどに楽しみにして乗り込んだ。現地では戦後初の日本の陸上関係者の訪問とあって大歓迎であり、教育大競技部一行は嘉義市で台湾省選手権に参加し、嘉義・高雄・台北・台中の4都市で陸上講習会を開催した。当時の台湾陸上界は、世界レベルの選手も数名いたが全体的には日本に比べて遅れており、指導陣はほぼ日本統治時代に選手だった人々で占められていた。棒高跳はグラスファイバーポールが普及しておらず、選手権では前日に刈り取った青竹を使っていた。安田は引退から6年を経て台湾省選手権に青竹ポールで飛び入り参加し、3m70で2位入賞を果たした。

### 指導者と晩年（1970-2004）
1970年（昭和45年）、中京大学の教員に転身、教授に就任した。中京大では陸上競技部監督や部長を歴任し、室伏広治らを育てた。また台湾生まれの縁があり、教育大競技部の後輩でもある陳全壽を中京大の教員にスカウトし、陳を慕って多くの台湾人留学生（陸上競技選手）が中京大に留学するきっかけを作った。ウィリー・バンクスが中京大で特別講師として教鞭を執っていた頃には、バンクスと親しく交わり、日本の芝事情を伝えたことから、後年バンクスが天然芝に近い人工芝「フィールドターフ」を日本にもたらすことにつながった。
1979年（昭和54年）、アメリカからストレッチを持ち帰った豊田工業高等専門学校教授・小栗達也にストレッチを習い、授業に取り入れたほか、自ら実践し家族で取り組む様子が読売新聞に写真付きで掲載された。1983年（昭和58年）、フィンランド・ヘルシンキで開かれた第1回世界選手権にコーチの1人として日本選手団に帯同、1992年（平成4年）にもバルセロナオリンピックでコーチとして日本選手団に随行している。
1990年（平成2年）にはマスターズ陸上に関心を示し、競技への参加意欲を示した。実際、1993年（平成5年）10月に世界ベテランズ選手権（宮崎県総合運動公園陸上競技場）に55歳以上の部で出場したが、記録なしに終わった。日本陸上競技連盟では1995年（平成7年）から2000年（平成12年）まで強化委員長を務め、1996年アトランタオリンピックではヘッドコーチ、2000年シドニーオリンピックでは日本選手団本部役員を務めた。中京大で開かれた室伏広治のシドニーオリンピック壮行会では「広治のフォームは世界一なんですよ」と絶賛していた。中京大教授としては1997年（平成9年）に「ポールの材質による棒高跳びの記録変遷」という論文を執筆した。
晩年、筑波大学陸上競技部の部史『世紀を越えて』（2004年〔平成16年〕発行）への寄稿を求められたが、安田は闘病中であったため、安田の友人で同期であった大西暁志（順天堂大学教授）が代わりに執筆した。2004年（平成16年）4月16日午後3時56分、肝臓がんのため愛知県豊田市内の病院で逝去、68歳であった。葬儀は4月19日に豊田市のセレモニーホール豊田貴賓館で営まれた。

## 競技姿勢・競技観
幼少期から多くのスポーツに親しみ、中でも体操競技は、将来の夢に体操選手を挙げるほど熱中した。体操選手になる夢は高校時代に挫折するが、それまでの体操経験が棒高跳の技術に大いに役立ったと述懐している。具体的には鉄棒の車輪系の技が棒高跳のバーを越えるときの身のこなしをスムーズにし、空中動作に役立ったという。安田がスチールポールを使って樹立した4m40は、その後の選手がこぞってグラスファイバーポールに替えたため、金属ポールで記録した日本記録として残っている。安田の目標は4m50を超えることであったが、自己ベストは4m41で達成することはできなかった。
多くの陸上選手同様、安田も練習日誌を付けていたが、その内容は一味違った。1日の詳細な食事内容や練習で挑んだバーの高さと回数は元より、便の状態、心拍数、体重の変化、試合の数まで書き込んでいた。境高校2年から引退するまでの12年間日誌を書き続けた。安田の日誌によれば現役時代の出場試合数は145回で、うち83回は優勝するという高い勝率を保ち、6位以内に入れなかったのは5回だけだった。
「競技者は身体が資本である」との考えから、食事を第一に考え節制を心掛けた。このため1990年（平成2年）に行った栄養学セミナーの授業で、3分の2の学生が朝食を摂っていないという事実に驚いたという。競技を始めた頃、試合前日には緊張で睡眠が2、3時間しかとれなかったが、ドイツでダンスを踊ったらよく眠れた経験を元に、映画を見るなどリラックスできれば多少眠れなくても大丈夫という自信が付いた。なお、安田にとって最も嬉しかった思い出の1戦は、日本記録を樹立した大会ではなく、ユニバーシアードでの金メダルである。
選手としての安田はどんな大会でも、まるで時計の針のように正確に、自身の試技の3人前の選手がポールでバーの位置を計り始めるのと同時に体を動かして緊張を抑え、1人前の選手が助走位置に着くとユニフォーム姿でバーの下に待機を始めた。跳躍までの動作に時間をかける選手が多い中で、自身の出番が回ってきたらすぐ出られるように準備していた安田の競技姿勢は、審判員の間でも高評価であったという。あがり症であったため、教育大競技部に入部した頃の主将・飯塚祥人が試合前にメモを持ち込んでいたのにヒントを得て、自身の欠点や競技上の注意事項を書いたメモを主要大会に持ち込んで、試技ごとに見返していた。
安田はライバルの存在の重要性を説いている。具体例としてセルゲイ・ブブカの前にロディオン・ガタウリンというライバルが現れたことで、一時失われていたブブカのやる気が復活し、士気が上がったと指摘している。安田本人にとっては、大坪政士（現姓：小倉）や赤坂宏三の存在が大きく、彼らの長所・短所から、自身が勝てるのは逆立ちと器械体操だと判断し、これらをトレーニングに取り入れた。特に逆立ちは京都に行った際、知恩院の石段を逆立ちで下ったことがある。
安田は日本の陸上選手の問題点として、基礎的なトレーニングの不足、目的意識の欠如・希薄さ、小さいうちからの1つの競技への専心（他の競技に関心を示さない）、詰め込み教育による独創性のなさを挙げている。

## 周囲からの評価
1936年ベルリンオリンピックの陸上競技で金メダルを獲得した田島直人は著書『根性の記録』の中で戦後日本の陸上選手に苦言を呈したが、安田に関しては「冷静沈着な試合態度は西田、大江のそれに劣らぬものがあった」と褒めている。第1回ユニバーシアードで監督を務めた釜本文男も「試合場での冷静かつ緻密な計算は今の選手には見られない」と賛辞を送り、日本インカレを観戦した河野一郎は「安田の試合態度を現代の選手たちは見習うべきだ」と述べ、安田のライバルであった山崎国昭も同じく「見習うべき」と言っている。
以上のように関係者からは冷静沈着な選手と思われていたが、本人は内向的であがり症だと語っている。実際に高2で初出場したインターハイでは、極度の緊張でポールをボックスでなく、その先の砂場に突き刺すことを3回繰り返し、宙ぶらりんになった姿を観衆に笑われるという恥をかいている。また初の国際大会であるパリの世界大学競技大会では、緊張のあまり事前に済ませたはずなのに尿意を催しトイレの位置を尋ねたが、係員は英語もドイツ語も解さなかったため聞き出せず、モジモジしていたらようやく伝わったものの、笑われて恥ずかしい思いをしている。
教育大で同期だった大西暁志（走高跳専門）は大学時代の安田について、身長はそれほど高くないが胸板が厚く脚が長く、運動神経が抜群であったと評している。安田は棒高跳専門であったものの、「遊び」で跳んだ走高跳で大西の記録を超してしまった。当時主流になり始めていたベリーロールの習得も安田の方が大西より早く、大西を悔しがらせた。妻の景子も教育大出身で学生時代の安田をよく知っており、「徹底した練習で生傷が絶えなかった」と語っている。
静岡県湖西市では長年、安田の名を冠した「西田修平・安田矩明記念室内棒高跳湖西大会」を開催し、日本のトップレベルの選手を招待する大規模な室内棒高跳大会になっていた。しかしこの大会運営で中心をなしていた人物（湖西市議）が逮捕されたため2018年（平成30年）大会を中止し、2019年（平成31年）からは西田・安田の名を下ろし「西部室内棒高跳記録会湖西大会」として規模を縮小、地元の選手育成に軸足を移した。

## スポーツ記者として
スポーツニッポン時代は陸上競技に造詣の深い記者として、マスコミ取材を嫌った依田郁子が「一目置く」存在だったという。安田は大学陸上部の後輩でマネージャーをしていた男性を依田に紹介し、後に依田はその男性と結婚した。また円谷幸吉が相次ぐ故障や環境の変化で低迷していた1967年に『陸上競技マガジン』に寄稿した文章では、円谷が1964年東京オリンピック当時の指導者だった畠野洋夫と別れたこともその原因と指摘した。